# In the Pursuit of Leisure
In the Pursuit of Leisure — пятый альбом Sugar Ray, выпущен 3 июня 2003 года. Диск содержит сингл «Mr. Bartender (It's So Easy)», который содержит семплы из хита «Love Is Like Oxygen» группы Sweet и из хита «No Parking (On the Dance Floor)» группы Midnight Star. В чарте Billboard альбом достиг 29 строчки.

## Список композиций[2]
- Все песни написаны Sugar Ray, кроме «Is She Really Going Out with Him?», которая написана Джо Джексоном.

1. «Chasin' You Around» — 3:38
2. «Is She Really Going Out with Him?» — 3:48
3. «Heaven» (featuring Esthero)- 4:26
4. «Bring Me the Head of…» — 0:42
5. «Mr. Bartender (It's So Easy)» — 3:30
6. «Can’t Start» — 3:42
7. «Photograph of You» — 3:48
8. «56 Hope Road» (featuring Shaggy) — 3:51
9. «Whatever We Are» — 3:41
10. «She’s Different» — 3:30
11. «In Through the Doggie Door» — 3:09
12. «Blues from a Gun» — 3:25